# Boxberg (Gotha)
Der 358,7 m ü. NHN hohe Boxberg ist ein bewaldeter Höhenzug im Westthüringer Berg- und Hügelland südwestlich von Gotha.
Der Name bedeutet so viel wie „Berg, auf dem (Schaf-) Böcke weiden“, wie die ältere Schreibweise Bocksberg andeutet. Der bis 360 Meter über NN hohe Höhenzug mit dem „Kleinen Boxberg“ im Osten und dem „Großen Boxberg“ im Westen nimmt eine Fläche von etwa fünf Quadratkilometern ein und überragt die umgebende Landschaft um 10 bis 30 Meter. Durchschnitten wird der Boxberg von der Bundesautobahn 4.

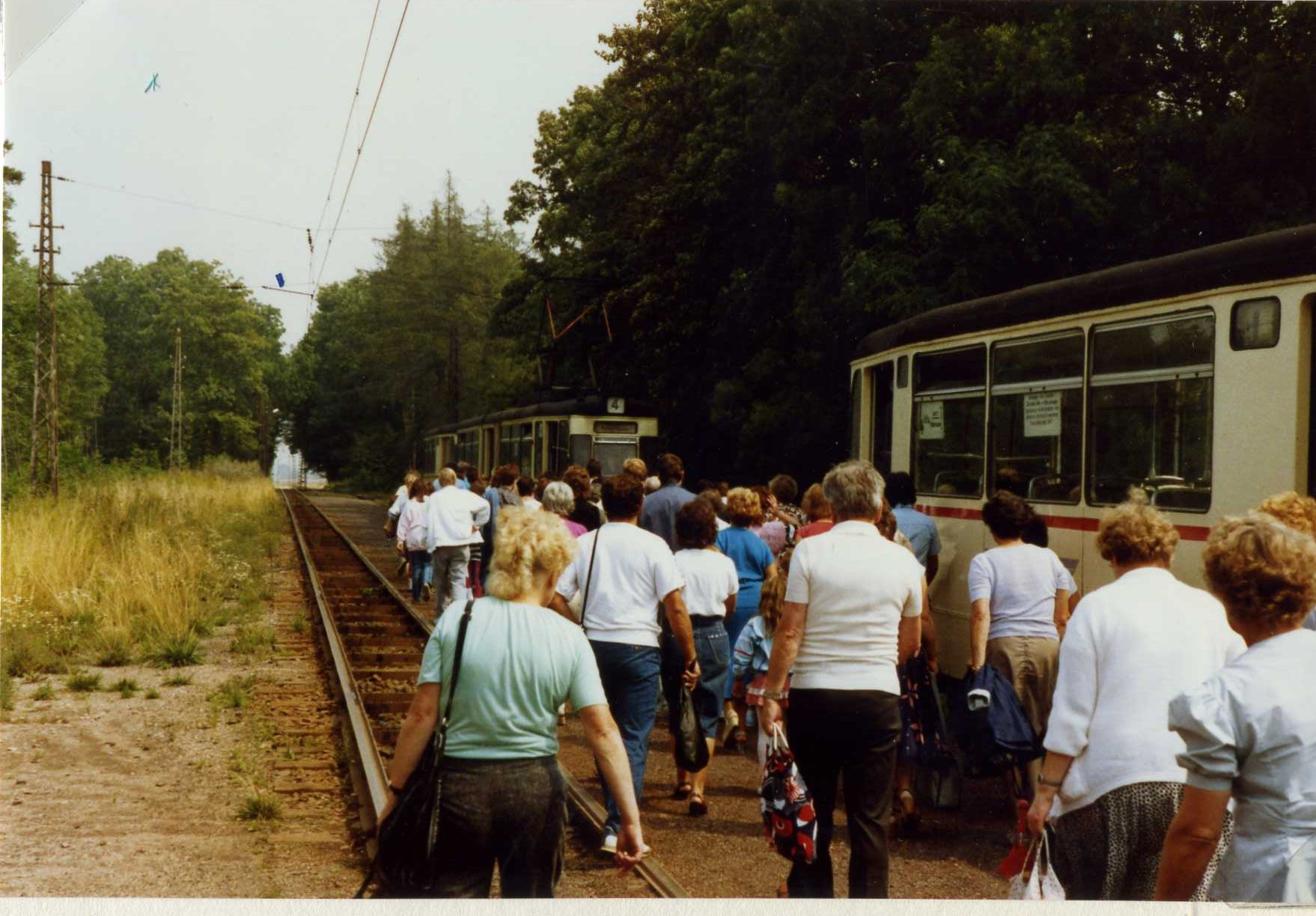
Haltestelle der Thüringerwaldbahn in Boxberg (Gotha) 1989.

Bekannt geworden ist der Boxberg durch die dortige Pferderennbahn. Eine Handvoll Wohnhäuser und eine Gaststätte an der Rennbahn bilden den ebenfalls Boxberg genannten Ortsteil von Gotha. Die Wälder am kleinen und großen Boxberg sind ein Naherholungsgebiet von Gotha und über die Thüringerwaldbahn zu erreichen. Ebenso führt der Leinakanal durch das Gebiet des Boxbergs.
Koordinaten: 50° 54′ N, 10° 39′ O